# Calochromus samuelsoni
Calochromus samuelsoni là một loài bọ cánh cứng trong họ Lycidae. Loài này được Ramsdale miêu tả khoa học năm 2007.